# Pocahontas (Disney)
Pocahontas is een personage uit de Disneyfilm Pocahontas uit 1995. Pocahontas werd als zevende personage toegevoegd aan de lijst met Disneyprinsessen.

## Beschrijving
Pocahontas is losjes gebaseerd op het Amerikaanse historische figuur Pocahontas uit de 16e en 17e eeuw wier echte naam Matoaka is. Ze is de eerste Disneyprinses van indiaanse afkomst.
Pocahontas heeft zwart haar, bruine ogen en een lichtbruine huid. Ze draagt traditionele indiaanse kleding met een groene halsketting en loopt op blote voeten.
Pocahontas is de dochter van het stamhoofd van de Powhatan-indianen. Ze is dapper en avontuurlijk en voorkomt een oorlog tussen haar volk en de Engelsen. Net op het moment dat haar vader legerofficier John Smith wil doden komt ze tussenbeide. Zij smeekt haar vader om Smith te laten gaan omdat ze van hem houdt en haar vader stemt hiermee in. Smith geeft toe dat de oorlog fout was en besluit niet verder te zullen vechten. Gouverneur John Ratcliffe is het hier niet mee eens en probeert Chief Powhatan neer te schieten. John Smith springt ervoor en vangt de kogel op. Smith is dusdanig gewond geraakt dat hij terug moet naar Engeland voor verzorging. Hij en Pocahontas nemen afscheid.